# Nederlandse kampioenschappen kortebaanschaatsen

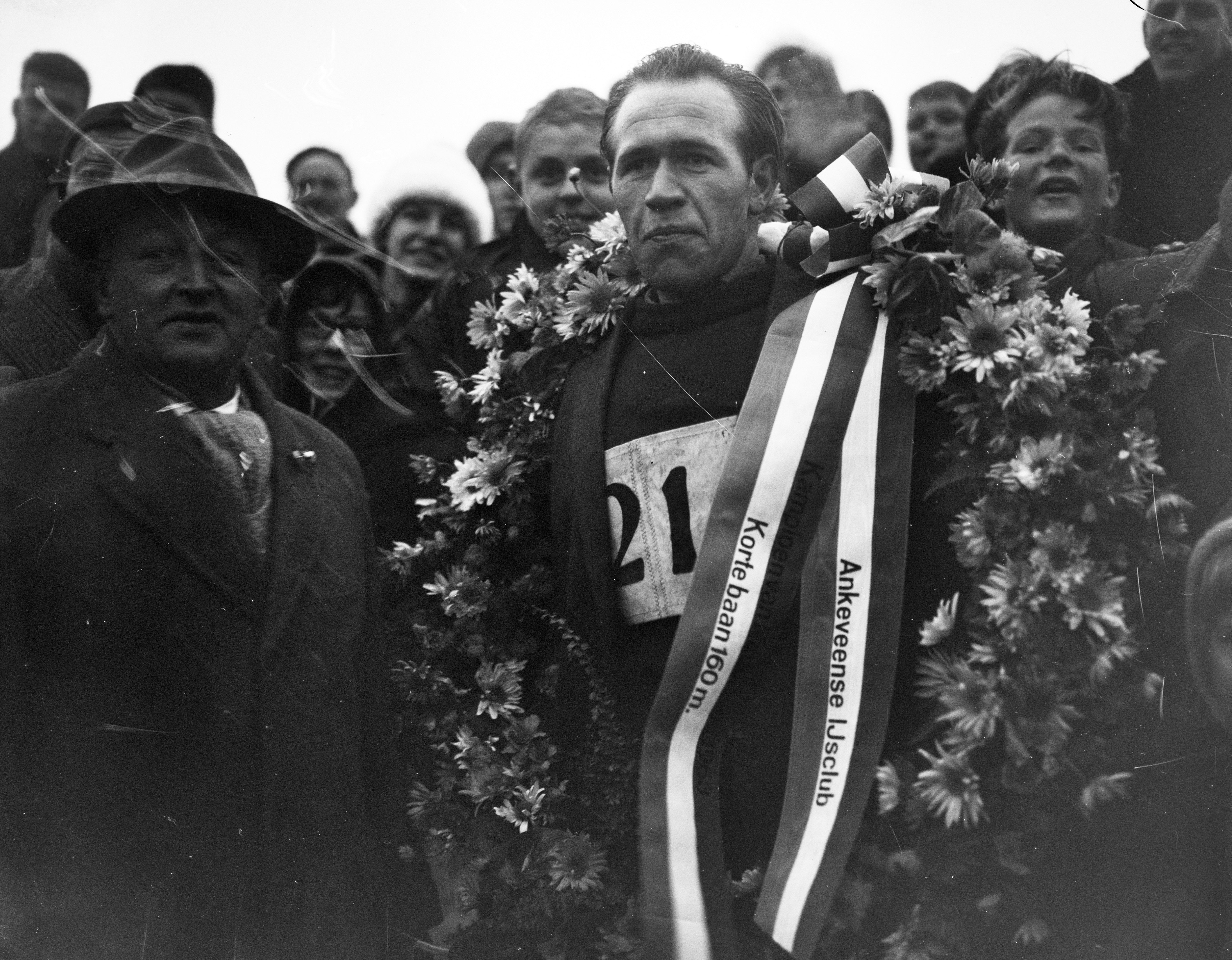
De winnaar in 1963, Geert Regts

De Nederlandse kampioenschappen kortebaanschaatsen worden sinds 1924 indien mogelijk jaarlijks op natuurijs verreden. Sinds 1947 staan de NK onder toezicht van de KNSB.
Het nationaal kampioenschap wordt verreden volgens het kortebaanprincipe dus in een rechte lijn over 160 meter voor de mannen en 140 meter voor de vrouwen. Het kampioenschap bestaat uit verschillende rondes, in de eerste ronde rijden alle deelnemers twee keer de afstand, waarna de snelste zestien schaatsers doorgaan naar de tweede ronde. Uit deze tweede ronde gaan er acht door naar de halve finale en vervolgens vier door naar de finale. In die finale rijden alle rijders één keer tegen elkaar, als een rijder al zijn drie tegenstanders verslaat is hij of zij kampioen. Mocht er niemand drie ritoverwinningen hebben, dan worden de tijden en uit de finale opgeteld en is degene met de snelste tijd winnaar. Voor de plaatsen twee tot en met vier tellen altijd alleen de tijden.
Tussen 2004 en 2007 waren er in Nederland geen kunstijsbanen waar kortebaanwedstrijden verreden konden worden en was de sport afhankelijk van natuurijs, tussen 2007 en 2020 kon het NK kortebaan bij gebrek aan natuurijs op de kunstijsbaan FlevOnice worden gehouden.

## Winnaars

### Mannen
| Datum               | Plaats                   | Kampioen                                     | 2e                                           | 3e                                           |
| ------------------- | ------------------------ | -------------------------------------------- | -------------------------------------------- | -------------------------------------------- |
| 1924                | Rijperkerk               | *                                            | *                                            |                                              |
| 1926                | Leeuwarden               | Thijs Klompmaker                             | Jacob Slof                                   | Ale Dikkerboom                               |
| 1928                | Grouw                    | Thijs Klompmaker                             | Jacob Slof                                   | Ale Dikkerboom                               |
| 1929                | Joure                    | Jolle de Jong                                | Jacob Slof                                   | Chris Brouwer                                |
| 1934                | Stiens                   | Jolle de Jong                                | Roelof de Leeuw                              | Barend van der Veen                          |
| 1934                | Deersum                  | Barend van der Veen                          | Jacob Slof                                   | Jolle de Jong                                |
| 1940                | Kampen                   | Sjoerd Zeldenthuis                           | Barend van der Veen                          | Pier Eizinga                                 |
| 1941                | Leeuwarden               | Berend Hof                                   | Doekele Hielkema                             | Barend van der Veen                          |
| 1942                | Eelde                    | Hendrik Hoven                                | Doekele Hielkema                             | H. Gankema                                   |
| 1946                | Groningen                | Kees van Eikeren                             | Berend Hof                                   | Jan Scheper                                  |
| 1947                | Assen                    | Kees van Eikeren                             | Theo Janmaat                                 | Jan Pomper                                   |
| 1950                | Westzaan                 | Nan Rotgans                                  | Theo Janmaat                                 | Anton van der Nagel                          |
| 1954                | Kampen                   | Anton van der Nagel                          | Henk Bakker jr.                              | Henk Bakker sr.                              |
| 1955                | Amersfoort               | Anton van der Nagel                          | Henk Bakker jr.                              | Jan Harmsma                                  |
| 1956                | Joure                    | Evert Kramer                                 | Egbert van der Ploeg                         | Henk van Marle                               |
| 1959                | Groningen                | Jan Heitbrink                                | Klaas Renes                                  | Gerard Maarse                                |
| 1963                | Ankeveen                 | Geert Regts                                  | Arjen Dijkstra                               | Jan Heitbrink                                |
| 1966                | Appingedam               | Klaas Hendriks                               | Klaas Renes                                  | Geert Regts                                  |
| 1968                | Heerenveen               | Piet de Boer                                 | Jan Augustinus                               | Klaas Hendriks                               |
| 1969                | Heerenveen               | Marten Hoekstra                              | Piet de Boer                                 | Tonny Ferwerda                               |
| 1970                | Heerenveen               | Piet de Boer                                 | Jan Augustinus                               | Marten Hoekstra                              |
| 1971                | Heerenveen               | Piet de Boer                                 | Jan Augustinus                               | Johnny Olof                                  |
| 1972                | Heerenveen               | Piet de Boer                                 | Anne Brouwer                                 | Marten Hoekstra                              |
| 1973                | Heerenveen               | Piet de Boer                                 | Anne Brouwer                                 | Jan Augustinus                               |
| 1974                | Heerenveen               | Piet de Boer                                 | Mathijs Kuiper                               | Lieuwe de Boer                               |
| 1975                | Heerenveen               | Mathijs Kuiper                               | Piet de Boer                                 | Johnny Olof                                  |
| 1976                | Lekkerkerk               | Piet de Boer                                 | Mathijs Kuiper                               | Lieuwe de Boer                               |
| 1977                | Heerenveen               | Piet de Boer                                 | Mathijs Kuiper                               | Lieuwe de Boer                               |
| 1978                | Espel                    | Piet de Boer                                 | Lieuwe de Boer                               | Mathijs Kuiper                               |
| 1979                | Stiens                   | Piet de Boer                                 | Henk Hospes                                  | Mathijs Kuiper                               |
| 1980                | Groningen                | Piet de Boer                                 | Herman Nijboer                               | Mathijs Kuiper                               |
| 1981                | Kampen                   | Mathijs Kuiper                               | Piet de Boer                                 | Lieuwe de Boer                               |
| 1982                | Akkrum                   | Herman Nijboer                               | Mathijs Kuiper                               | Piet de Boer                                 |
| 1983                | Heerenveen               | Lieuwe de Boer                               | Mathijs Kuiper                               | Geert Kuiper                                 |
| 1984                | Heerenveen               | Jan Ykema                                    | Henk Hospes                                  | Gerard Aardema                               |
| 1985                | Heerenveen               | Lieuwe de Boer                               | Geert Kuiper                                 | Ronald Westra                                |
| 1986                | Zuid-Beijerland          | Tjerk Terpstra                               | Lieuwe de Boer                               | Ron den Braber                               |
| 1987                | Akkrum                   | Henk Hospes                                  | Mathijs Kuiper                               | Dirk-Jan van Hameren                         |
| 1988                | Heerenveen               | Menno Boelsma                                | Jan Ykema                                    | Bauke Jonkman                                |
| 1989                | Heerenveen               | Tjerk Terpstra                               | Gerard Aardema                               | Ron den Braber                               |
| 1990                | Heerenveen               | Tjerk Terpstra                               | Bauke Jonkman                                | Arie Loef                                    |
| 1991                | Assendelft               | Arjan Overdevest                             | Menno Boelsma                                | Leo Borst                                    |
| 1992                | Heerenveen               | Jan Jan Brouwer                              | Andries Kramer                               | Tjerk Terpstra                               |
| 1993                | Heerenveen               | Arie Loef                                    | Arjan Overdevest                             | Andries Kramer                               |
| 1994                | Nieuw-Lekkerland         | Wojchiech Biziuk                             | Rob van Zwienen                              | Menno Boelsma                                |
| 1995                | Heerenveen               | Gerard van Velde                             | Andries Kramer                               | Robbert Westerveld                           |
| 1996                | Lemmer                   | Andries Kramer                               | Sander Velt                                  | Alex Langhout                                |
| 1997                | Lekkerkerk               | Rob van Zwienen                              | Robbert Westerveld                           | Michel Rietveld                              |
| 1998                | Heerenveen               | André Zonderland                             | Sander Velt                                  | Jacob Kleibeuker                             |
| 2000                | Heerenveen               | André Zonderland                             | Dennis Kalker                                | Jacob Kleibeuker                             |
| 2001                | Alteveer                 | Dennis Kalker                                | Roald Schuurman                              | Jacob Kleibeuker                             |
| 2003                | Haulerwijk               | Dennis Kalker                                | Pascal Broekman                              | Arjan Samplonius                             |
| 11 januari 2009     | Lekkerkerk               | Ronald van Slooten                           | Michael Poot                                 | Freddy Wennemars                             |
| 11 januari 2010     | Dalfsen                  | Jesper Hospes                                | Michael Poot                                 | Michel Mulder                                |
| 6 februari 2012     | Assendelft               | Jesper Hospes                                | Ronald Mulder                                | Michel Mulder                                |
| 21 januari 2013     | Lemmer                   | Jesper Hospes                                | Jacques de Koning                            | Freddy Wennemars                             |
| 21 februari 2015    | FlevOnice, Biddinghuizen | Rudy Meereboer                               | Jelte Boersma                                | Menno Kramer                                 |
| 19–22 februari 2016 | FlevOnice, Biddinghuizen | Dai Dai Ntab                                 | Michel Mulder                                | Jesper Hospes                                |
| 2017                | FlevOnice, Biddinghuizen | Dai Dai Ntab                                 | Jesper Hospes                                | Pim Schipper                                 |
| 2018                | FlevOnice, Biddinghuizen | Michel Mulder                                | Aron Romeijn                                 | Jelte Boersma                                |
| 16 februari 2019    | FlevOnice, Biddinghuizen | Thijmen Polman                               | Tim Hoogkamer                                | Joep Kalverdijk                              |
| 18 februari 2020    | FlevOnice, Biddinghuizen | Afgelast vanwege slechte weersomstandigheden | Afgelast vanwege slechte weersomstandigheden | Afgelast vanwege slechte weersomstandigheden |
| 2021                | De Uithof, Den Haag      | Afgelast vanwege coronapandemie              | Afgelast vanwege coronapandemie              | Afgelast vanwege coronapandemie              |

* Er werd geen titel toegekend, omdat Marten Slager en Sipke de Jong weigerden nogmaals te rijden.

#### Jongens Junioren A/B
| Datum | Plaats      | Kampioen       | 2e                    | 3e                    |
| ----- | ----------- | -------------- | --------------------- | --------------------- |
| 1954  | Leeuwarden  | Ate Brink      | Jan Heitbrink         | Nico van der Wetering |
| 1955  | Assen       | Jan Heitbrink  | Ate Brink             | Harry van der Veen    |
| 1956  | Assendelft  | Rink Dijkstra  | Klaas de Boer         | A.K. ten Oever        |
| 1963  | Kampen      | Arjen Dijkstra | Tamme Velstra         | Klaas Kooistra        |
| 1970  | Heerenveen  | Johnny Olof    | Rinus Langkruis       | Matthijs Kuiper       |
| 1971  | Heerenveen  | Jos Valentijn  | Johnny Olof           | Jan Heida             |
| 1972  | Heerenveen  | Ferry de Boer  | Klaas de Redelijkheid | Peter Boogers         |
| 1973  | Heerenveen  | Henk Hospes    | Peter Boogers         | Klaas de Redelijkheid |
| 1974  | Groningen   | Henk Hospes    | Sies Uilkema          | Peter Boogers         |
| 1975  | Stiens      | Henk Hospes    | Peter Boogers         | Herman Nijboer        |
| 1976  | Gorredijk   | Henk Hospes    | Hilbert van der Duim  | Sies Uilkema          |
| 1977  | Heerenveen  | Herman Nijboer | Henk Hospes           | Friso Por             |
| 1978  | Vries       | Jan Uitham     | Ton Vrolijk           | Marcel Westra         |
| 1979  | Assendelft  | Jan Ykema      | Ben van der Feltz     | Jan Zwanenburg        |
| 1980  | Groningen   | Geert Kuiper   | Ron Westra            | Jaap Swaagman         |
| 1981  | Gorredijk   | Jan Ykema      | Geert Kuiper          | Ronald Westra         |
| 1982  | Enkhuizen   | Jan Ykema      | Ronald Westra         | Gerard Aardema        |
| 1983  | Heerenveen  | Jan Ykema      | Gerard Aardema        | Ron den Braber        |
| 1984  | Heerenveen  | Gerard Aardema | Tjerk Terpstra        | Bauke Jonkman         |
| 1985  | Bergambacht | Tjerk Terpstra | Kees Jan Klos         | Bauke Jonkman         |
| 1986  | Assendelft  | Bauke Jonkman  | Roelof Woudsma        | Dirk Jan van Hameren  |

#### Jongens Junioren B
| Datum | Plaats           | Kampioen             | 2e                  | 3e                |
| ----- | ---------------- | -------------------- | ------------------- | ----------------- |
| 1987  | Genemuiden       | Arjan Overdevest     | Ronnie Neymann      | Henk Warmink      |
| 1988  | Haarlem          | Jan Theo Hoekstra    | Jan Jan Brouwer     | Erik de Vries     |
| 1989  |                  |                      |                     |                   |
| 1990  | Heerenveen       | Jakko Jan Leewangh   | Sierd Steigenga     | Freddy Janssen    |
| 1991  | Nieuw-Lekkerland | Ids Postma           | Richard de Jong     | Jacco de Graaf    |
| 1992  | Heerenveen       | Richard de Jong      | Erwin Hairwassers   | Karel Hylkema     |
| 1993  | Stiens           | Marco Pol            | Jaap Ronald Blom    | Sander Wiegers    |
| 1994  | Haarlem          | Robert Jacobs        | Pascal van Wetering | André Vreugdenhil |
| 1995  | Heerenveen       | André Vreugdenhil    | Remco Kroon         | Roald Schuurman   |
| 1996  | Assendelft       | Jeroen Hairwassers   | Jan Kootstra        | Richard Robijn    |
| 1997  | Noordburgum      | Dennis Kalker        | Michael van Leeuwen | Erik Woensdregt   |
| 1998  | Heerenveen       | Rutmer van Weringh   | Henderikus Top      | Patrick Borst     |
| 1999  |                  |                      |                     |                   |
| 2000  | Heerenveen       | Michael Poot         | Anton Ketellapper   | Roeland Hoekstra  |
| 2001  | Haarlem          | Michael Poot         | Leon van Asten      | Martin van Ginkel |
| 2002  | Haarlem          | Guido Berends        | Jacob van der Heide | Coen Wesselman    |
| 2003  | Lekkerkerk       | Sander van der Vaart | Guido Berends       | Jan Smeekens      |
| 2009  | Nijelamer        | Niek Neuraij         | Jan Wiebe Riemersma | Bauke Wiersma     |
| 2015  | Biddinghuizen    | Niels Visser         | Jorne Jonkman       | Tim Hoogkamer     |

#### Jongens Junioren C/D
| Datum | Plaats     | Kampioen          | 2e                   | 3e            |
| ----- | ---------- | ----------------- | -------------------- | ------------- |
| 1979  | Vries      | Jan Ykema         | Kees van der Kooi    | Peter Takens  |
| 1980  | Groningen  | Remco van Leeuwen | Ron den Braber       | Henk Kunst    |
| 1981  | Heerenveen | Tjerk Terpstra    | Wieb Kuipers         | Henk Groen    |
| 1982  | Scheemda   | Geert Aardema     | Harry Supheert       | Kees Jan Klos |
| 1983  | Heerenveen | Kees Hoekstra     | Bauke Jonkman        | Idy Ettema    |
| 1984  | Heerenveen | Anne Jan Portijk  | Geert Hessel de Boer | Jan Blaauw    |
| 1985  | Ten Boer   | Henk Warmink      | Jan Jan Brouwer      | Gerko Oosting |
| 1986  | Spaarndam  | Jan Jan Brouwer   | Jon Makkinga         | Jan van Veen  |

#### Jongens C
| Datum | Plaats     | Kampioen               | 2e                  | 3e                    |
| ----- | ---------- | ---------------------- | ------------------- | --------------------- |
| 1987  | Grouw      | Jan Theo Hoekstra      | Jan Jan Brouwer     | Gert Jan Oosterbos    |
| 1988  | Haarlem    | Gert Jan Oosterbos     | Tyrone Potze        | Peter van der Vorst   |
| 1989  | Haarlem    | Gert Jan Oosterbos     | Tyrone Potze        | Peter van der Vorst   |
| 1990  | Haarlem    | Richard de Jong        | Leon van Harten     | Johannes Dam          |
| 1991  | Alteveer   | Johannes Dam           | Marco Pol           | Geert Batterink       |
| 1992  | Haarlem    | Robert Jacobs          | André Zonderland    | Jan Nijboer           |
| 1993  | Haarlem    | Pascal van Wetering    | Roald Schuurman     | Remco Kroon           |
| 1994  | Haarlem    | Jan Kootstra           | Bjarne Rykkje       | Jeroen Hairwassers    |
| 1995  | Haarlem    | Jean-Pierre Verstraten | Bart Dam            | Leo Kuipers           |
| 1996  | Tijnje     | Ronald van der Ing     | Patrick Borst       | Arjen Folkerts        |
| 1997  | Haulerwijk | Arjan Samplonius       | Rutger van Weringh  | Michel Siemens        |
| 1998  | Heerenveen | Peter Glasbergen       | Roeland Hoekstra    | Robbert Jan van Oever |
| 1999  |            |                        |                     |                       |
| 2000  | Heerenveen | Idzard Grovenstein     | Guido Berends       | Peter Meijer          |
| 2001  | Haarlem    | Tim Balvers            | Casper van Deuveren | Jan Miggels           |
| 2002  | Haarlem    | Jan Smeekens           | Maurice van Maas    | Tim Gareman           |
| 2003  | Alteveer   | Tim Gareman            | Johan Hoekstra      | Jesper Hospes         |

#### Jongens D
| Datum | Plaats     | Kampioen       | 2e           | 3e               |
| ----- | ---------- | -------------- | ------------ | ---------------- |
| 1997  | Lekkerkerk | Mark Weterings | Hessel Sappé | Peter Grimbergen |
| 1998  | Assen      | Jacco de Graaf | Ids Postma   | Serge Anstoot    |

### Vrouwen
| Datum               | Plaats                   | Kampioen                                     | 2e                                           | 3e                                           |
| ------------------- | ------------------------ | -------------------------------------------- | -------------------------------------------- | -------------------------------------------- |
| 26 januari 1933     | Sneek                    | Sjoukje Bouma                                | Geesje Woudstra                              | Trijntje Hemminga                            |
| 17 december 1933    | Warga                    | Grietje Bijlsma                              | Pietje Feitsma                               | Trijntje Hemminga                            |
| 24 december 1938    | Groningen                | Hennie Sietsema                              | Anje Heersema                                | Trijntje Hemminga                            |
| 22 december 1939    | Eelde                    | Sietske Pasveer                              | Antje Koopmans                               | Betsy Helder                                 |
| 7 januari 1941      | Groningen                | Antje Wieberdink-Koopmans                    | Sietske Pasveer                              | Henny Sietsema                               |
| 17 januari 1942     | Kampen                   | Fokje van der Velde                          | Lina van der Mei                             | Antje Wieberdink                             |
| 25 januari 1946     | Leeuwarden               | Ike Nienhuis                                 | Fokje van der Velde                          | Annie Pijlman                                |
| 11 januari 1947     | Grouw                    | Ike Nienhuis                                 | Joke Hoekstra                                | Coba Hoekstra                                |
| 28 februari 1948    | Heerenveen               | Ike Nienhuis                                 | Joke Hoekstra                                | Rina Kooy                                    |
| 19 januari 1954     | Appingedam               | Martha Wieringa                              | Tine de Vries                                | Annie van der Meer                           |
| 20 februari 1955    | Leeuwarden               | Tine de Vries                                | Annie van der Meer                           | Arina Struik                                 |
| 10 februari 1956    | Veenoord                 | Martha Wieringa                              | Annie van der Meer                           | Arina Struik                                 |
| 5 januari 1963      | Drachten                 | Jantje Venekamp-Tienkamp                     | Atje Keulen-Deelstra                         | Annie van der Meer                           |
| 22 februari 1964    | Vries                    | Grietje Oosterhof                            | Jantje Tienkamp                              | Riekje Tuinema                               |
| 9 januari 1966      | Dokkum                   | Grietje Lukkes-Oosterhof                     | Rinske Zeinstra                              | Boukje Spoor                                 |
| 7 maart 1968        | Heerenveen               | Rinske Zeinstra                              | Willy Burgmeyer                              | Annie van Dalsen                             |
| 6 maart 1969        | Heerenveen               | Atje Keulen-Deelstra                         | Rinske Zeinstra                              | Truus Dijkstra                               |
| 6 maart 1970        | Heerenveen               | Grietje Lukkes-Oosterhof                     | Rinske Zeinstra                              | Annie van Dalsen                             |
| 4 maart 1971        | Heerenveen               | Truus Dijkstra                               | Annie van Dalsen                             | Nel Feeke                                    |
| 26 februari 1972    | Heerenveen               | Truus Dijkstra                               | Rinske Zeinstra                              | Annie van Dalsen                             |
| 24 februari 1973    | Heerenveen               | Truus Dijkstra                               | Hillie Jonkman                               | Nel Koehler                                  |
| 2 maart 1974        | Heerenveen               | Anneke Zeinstra                              | Truus Dijkstra                               | Margriet Pomper                              |
| 1 maart 1975        | Heerenveen               | Margriet Pomper                              |                                              |                                              |
| 9 maart 1976        | Heerenveen               | Atje Keulen-Deelstra                         | Anneke Zeinstra                              | Hennie Smit                                  |
| 18 februari 1977    | Heerenveen               | Atje Keulen-Deelstra                         | Hennie Smit                                  | Ans Spaans                                   |
| 20 februari 1978    | Westzaan                 | Haitske Valentijn-Pijlman                    | Atje Keulen-Deelstra                         | Alie Boorsma                                 |
| 6 januari 1979      | Genemuiden               | Anneke Zeinstra                              | Ans Spaans                                   | Margriet Pomper                              |
| 23 februari 1980    | Heerenveen               | Margriet de Vries-Pomper                     | Anneke Zeinstra                              | Ietje Timmer                                 |
| 28 februari 1981    | Groningen                | Joke van Rijssel                             | Margriet Pomper                              | Piety Postma                                 |
| 28 december 1982    | Haren                    | Ietje Timmer                                 | Sophie Westenbroek                           | Gerda Spieker                                |
| 18 februari 1983    | Dronten                  | Els Meijer                                   | Margriet Pomper                              | Ietje Timmer                                 |
| 21 februari 1984    | Heerenveen               | Alie Boorsma                                 | Els Meijer                                   | Erna Uitham                                  |
| 22 december 1984    | Heerenveen               | Alie Boorsma                                 | Els Meijer                                   | Erna Uitham                                  |
| 10 februari 1986    | Gorredijk                | Els Meijer                                   |                                              |                                              |
| 18 januari 1987     | Nederhorst den Berg      | Ingrid Haringa                               | Els Meijer                                   | Christine Aaftink                            |
| 2 maart 1988        | Heerenveen               | Herma Meijer                                 | Christine Aaftink                            | Els Meijer                                   |
| 1 maart 1989        | Heerenveen               | Ingrid Haringa                               | Herma Meijer                                 | Christine Aaftink                            |
| 23 maart 1990       | Heerenveen               | Herma Meijer                                 | Christine Aaftink                            | Annamarie Thomas                             |
| 6 februari 1991     | Genemuiden               | Albertine Buitenhuis                         | Janine Koudenburg                            | Gonnie Brouwer                               |
| 21 maart 1992       | Heerenveen               | Herma Meijer                                 | Annamarie Thomas                             | Janine Koudenburg                            |
| 20 februari 1993    | Heerenveen               | Annamarie Thomas                             | Janine Koudenburg                            | Anita Loorbach                               |
| 30 november 1993    | Lekkerkerk               | Janine Koudenburg                            | Albertina Buijtenhuijs                       | Anita Loorbach                               |
| 4 maart 1995        | Heerenveen               | Christine Aaftink                            | Leontien van Meggelen                        | Gonnie Brouwer                               |
| 4 januari 1996      | Alteveer                 | Janine Koudenburg                            | Arina Schingenga                             | Elke Zijlstra                                |
| 15 maart 1997       | Heerenveen               | Annamarie Thomas                             | Dianne Kootstra                              | Paula Buijtenhuijs                           |
| 22 maart 1998       | Heerenveen               | Arina Schingenga                             | Paula Buijtenhuijs                           | Reino Meuleman                               |
| 4 maart 2000        | Heerenveen               | Marloes Gelderblom                           | Dianne Kootstra                              | Arina Schingenga                             |
| 20 januari 2001     | Haulerwijk               | Cindy Groen                                  | Janet Boelen                                 | Reino Meuleman                               |
| 15 december 2002    | Lageland-Hamweg          | Arina Schingenga                             | Marja van der Werf                           | Janet Boelen                                 |
| 7 januari 2009      | Lekkerkerk               | Thijsje Oenema                               | Leslie Koen                                  | Leonie Smit                                  |
| 13 januari 2010     | Assendelft               | Leslie Koen                                  | Bente van den Berge                          | Bo van der Werff                             |
| 30 december 2010    | Lemmer                   | Thijsje Oenema                               | Leslie Koen                                  | Leonie Smit                                  |
| 3 februari 2012     | Alteveer                 | Laurine van Riessen                          | Annette Gerritsen                            | Leslie Koen                                  |
| 22 januari 2013     | Alteveer                 | Leslie Koen                                  | Bente van den Berge                          | Bo van der Werff                             |
| 21 februari 2015    | FlevOnice, Biddinghuizen | Bente van den Berge                          | Moniek Klijnstra                             | Melinda Groot                                |
| 19–22 februari 2016 | FlevOnice, Biddinghuizen | Bente van den Berge                          | Tessa Boogaard                               | Esmeralda Nieuwendorp                        |
| 2017                | FlevOnice, Biddinghuizen | Dione Voskamp                                | Tessa Boogaard                               | Josien van der Wal                           |
| 2018                | FlevOnice, Biddinghuizen | Dione Voskamp                                | Michelle de Jong                             | Lina Miedema                                 |
| 16 februari 2019    | FlevOnice, Biddinghuizen | Moniek Klijnstra                             | Anne Plat                                    | Anna Boersma                                 |
| 18 februari 2020    | FlevOnice, Biddinghuizen | Afgelast vanwege slechte weersomstandigheden | Afgelast vanwege slechte weersomstandigheden | Afgelast vanwege slechte weersomstandigheden |
| 2021                | De Uithof, Den Haag      | Afgelast vanwege coronapandemie              | Afgelast vanwege coronapandemie              | Afgelast vanwege coronapandemie              |

#### Meisjes Junioren A/B
| Datum | Plaats     | Kampioen          | 2e                | 3e                |
| ----- | ---------- | ----------------- | ----------------- | ----------------- |
| 1972  | Heerenveen | Anneke Zeinstra   | Haitske Pijlman   | Afke Heslinga     |
| 1973  | Heerenveen | Boukje Falkena    | Marja Heida       | Hennie Smit       |
| 1974  | Heerenveen | Haitske Pijlman   | Boukje Falkena    | Hennie Smit       |
| 1975  | Heerenveen | Joke de Ruiter    | Truike de Haan    | Joukje Vellinga   |
| 1976  | Heerenveen | Ietje Timmer      | Alie Boorsma      | Gerda Spieker     |
| 1977  | Heerenveen | Alie Boorsma      | Piety Postma      | Ietje Timmer      |
| 1978  | Heerenveen | Alie Boorsma      | Ietje Timmer      | Karin Nicolai     |
| 1979  | Usquert    | Janny Udding      | Maaike Sipma      | Gerda Spieker     |
| 1981  | Groningen  | Marieke Stam      | Thea Groot        | Marja Adema       |
| 1982  | Stiens     | Thea Groot        | Reina de Heij     | Ingrid Lammerts   |
| 1983  | Dronten    | Boukje Keulen     | Hanneke Schuiling | Anita Loorbach    |
| 1984  | Heerenveen | Boukje Keulen     | Christine Aaftink | Ingrid Haringa    |
| 1985  | Genemuiden | Christine Aaftink | Tanneke Souwman   | Ingrid Lammerts   |
| 1986  | Scheemda   | Herma Meijer      | Tanneke Souwman   | Christine Aaftink |

#### Meisjes Junioren B
| Datum | Plaats      | Kampioen              | 2e                  | 3e                   |
| ----- | ----------- | --------------------- | ------------------- | -------------------- |
| 1987  | Smilde      | Herma Meijer          | Jeanine Koudenburg  | Anita Oldenhof       |
| 1988  | Haarlem     | Jeanine Koudenburg    | Ellen Ykema         | Tinka Mirjam Bouwman |
| 1989  | Haarlem     | Jeanine Koudenburg    | Irma Woud           | Gonnie Brunia        |
| 1990  | Haarlem     | Margot Poot           | Colette Zee         | Marjon Borst         |
| 1991  | Vriezenveen | Jenita Smit           | José ter Meulen     | Sandra 't Hart       |
| 1992  | Haarlem     | Leontien van Meggelen | Tonny de Jong       | Pauline Bakker       |
| 1993  | Haarlem     | Pauline Bakker        | Yvonne Leever       | Marja Vis            |
| 1994  | Haarlem     | Linda van Oosten      | Paula Buijtenhuijs  | Judith Straathof     |
| 1995  | Heerenveen  | Arina Schingenga      | Ellen Stam          | Judith Straathof     |
| 1996  | Stiens      | Femke Bos             | Dianne Kootstra     | Chantal Boer         |
| 1997  | Heerenveen  | Chantal Boer          | Wieteke Cramer      | Elske Knijn          |
| 1998  | Heerenveen  | Wieteke Cramer        | Marjolein Baauboer  | Mirjam de Joode      |
| 1999  |             |                       |                     |                      |
| 2000  | Heerenveen  | Yuli Veen             | Janet Boelen        | Elma de Vries        |
| 2001  | Haarlem     | Marloes Westerhof     | Stephanie Haverkort | Willeke van Benthem  |
| 2002  | Haarlem     | Annette Gerritsen     | Marloes Westerhof   | Anice Das            |
| 2003  | Haarlem     | Sanne van der Star    | Sophie Nijman       | Mayke Nagtegaal      |

#### Meisjes C/D
| Datum | Plaats     | Kampioen          | 2e                | 3e                |
| ----- | ---------- | ----------------- | ----------------- | ----------------- |
| 1979  | Vries      | Boukje Keulen     | Marja Adema       | Erna Palma        |
| 1980  | Groningen  | Boukje Keulen     | Yvonne van Gennip | Ingrid Haringa    |
| 1981  | Groningen  | Ingrid Haringa    | Emy Peeters       | Ingrid Lammerts   |
| 1982  | Scheemda   | Christine Aaftink | Tanneke Souwman   | Gré Tijmes        |
| 1983  | Heerenveen | Tanneke Souwman   | Christine Aaftink | Mariska Hekkers   |
| 1984  | Heerenveen | Boukje Posthumus  | Herma Meijer      | Janine Koudenburg |
| 1985  | Assendelft | Herma Meijer      | Janine Koudenburg | Indra Arendz      |
| 1986  | Stiens     | Anita Oldenhof    | Tecla Jonkman     | Janine Koudenburg |

#### Meisjes C
| Datum | Plaats           | Kampioen            | 2e                  | 3e                   |
| ----- | ---------------- | ------------------- | ------------------- | -------------------- |
| 1987  | Alteveer         | Annamarie Thomas    | Irma Woud           | Sandra Zwolle        |
| 1988  | Haarlem          | Annamarie Thomas    | Wendy van der Poel  | Marion van Zuilen    |
| 1989  | Haarlem          | Annamarie Thomas    | Marlies Holwerda    | Jannie Zonderland    |
| 1990  | Haarlem          | Renske Vellinga     | Nathalie ten Hoor   | Andrea Nuyt          |
| 1991  | Noordburgum      | Pauline Bakker      | Nathalie ten Hoor   | Elke Zijlstra        |
| 1992  | Haarlem          | Yvonne Leever       | Marja Vis           | Renate Groenewold    |
| 1993  | Haarlem          | Melanie de Lange    | Ellen Stam          | Sandra Caspers       |
| 1994  | Genemuiden       | Melanie de Lange    | Arien Bosch         | Ellen Wiegers        |
| 1995  | Haarlem          | Wieteke Cramer      | Davine Freke        | Phaedra Schakelaar   |
| 1996  | Nieuw-Lekkerland | Wieteke Cramer      | Elizabeth Folkerts  | Helen van Goozen     |
| 1997  | Alteveer         | Suzanne van Buijsen | Emilie Gale         | Anja Borst           |
| 1998  | Heerenveen       | Anja Borst          | Djoeke Brons        | Adinda van der Steeg |
| 1999  |                  |                     |                     |                      |
| 2000  | Heerenveen       | Margot Boer         | Marloes Westerhof   | Marit Nijssen        |
| 2001  | Haarlem          | Annette Gerritsen   | Margot Boer         | Sanne van der Star   |
| 2002  | Haarlem          | Inge van Essen      | Lisette de Koning   | Femke Hilgersom      |
| 2003  | Nijelamer        | Mayon Kuipers       | Laurine van Riessen | Sharon Stegeman      |

#### Meisjes D
| Datum | Plaats | Kampioen         | 2e            | 3e                |
| ----- | ------ | ---------------- | ------------- | ----------------- |
| 1997  | Exloo  | Samantha Wessels | Bea in 't Hof | Jannie Olthof     |
| 1998  | Assen  | Renske Vellinga  | Bregt Wijnia  | Annechien Veldman |